# Isolona hexaloba
Isolona hexaloba är en kirimojaväxtart som beskrevs av Jean Baptiste Louis Pierre, Adolf Engler och Friedrich Ludwig Diels. Isolona hexaloba ingår i släktet Isolona och familjen kirimojaväxter. Inga underarter finns listade i Catalogue of Life.